# ژرژ موستاکی
جوزپه موستاکی (به ایتالیایی: Giuseppe Mustacchi) معروف به ژرژ موستاکی (به فرانسوی: Georges Moustaki)، زادهٔ ۳ مه ۱۹۳۴ در اسکندریه مصر و درگذشته ۲۳ مه ۲۰۱۳ در نیس، خواننده-ترانه‌پرداز، بازیگر و نویسنده فرانسوی بود که اصالت یونانی ایتالیایی داشت.

## زندگی‌نامه
ژرژ موستاکی در اسکندریه مصر زاده شد. پدر و مادرش از یهودیان یونانی‌تبار بودند که اصالت ایتالیایی داشتند. او به لطف پدرش که فروشندهٔ کتاب‌های فرانسوی بود، تحصیلات متوسطهٔ خود را در دبیرستان فرانسوی اسکندریه (Lycée Français d'Alexandrie) گذراند. ژرژ در ۱۹۵۱، عازم پاریس شد و نزد خواهر و شوهرخواهرش ژان‌پی‌یر رُزنه (Jean-Pierre Rosnay) که شاعر بود، اقامت گزید و در یک پیانوبار مشغول به کار شد. شنیدن صدای ژرژ برسنس انقلابی در او بر پا کرد و موجب آشنایی او با برسنس شد. موستاکی در ۱۹۵۸ به واسطهٔ دوستی گیتارنواز به نام هانری کرولا (Henri Crolla) که ترانهٔ معروف Milord را برای ادیت پیاف سروده بود، با این خوانندهٔ مشهور آشنا شد. از ۱۹۶۰ موستاکی به تشویق پیاف که به رغم تفاوت سنی دوستی و رابطهٔ نزدیکی با او پیدا کرده بود، یکسره به کار آهنگ‌سازی و ترانه‌سرایی پرداخت و برای خوانندگان سرشناسی نظیر ایو مونتان، باربارا (Barbara) و سرژ رجیانی ترانه سرود.
موستاکی در وقایع مه ۱۹۶۸ فرانسه، تصنیف رمانتیک Le Métèque را سرود که برایش شهرت بین‌المللی به همراه آورد. او در سال‌های بعد با خلق آثار برجسته موفقیت‌های بیشتری را کسب کرد. در ۲۰۱۱ به رسانه‌ها اعلام کرد که به دلیل مشکلات حاد تنفسی دیگر قادر به آواز خواندن نیست. موستاکی عاقبت بر اثر بیماری آمفیزم در ۲۳ مه ۲۰۱۳ در شهر نیس درگذشت و یک هفته بعد پیکر او در گورستان پرلاشز پاریس به خاک سپرده شد.

## زندگی خصوصی
ژرژ موستاکی در ۱۹۵۴، وقتی هنوز بیست سال بیشتر نداشت، با وصلت با آنیک کُوزانک (Annick Cozannec) معروف به «یانیک» صاحب دختری به نام پیا (Pia) شد. او در ترانهٔ «زیادی دیر شده‌است» (Il est trop tard) به وجود این دختر اشاره می‌کند. موستاکی با چند زن دیگر نظیر ژن مورو، کاترین لوفورستیه (Catherine Le Forestier) و سوفی دلاسن (Sophie Delassein) نیز مدتی همدم بوده‌است. سوفی دلاسن در کتاب زندگی با موستاکی (La Vie avec Moustaki) به شرح دوستی صمیمانهٔ خود با او پرداخته‌است.